# Mazarinen
Mazarinen is een buurtschap van de Belgische plaats Baelen, gelegen halverwege Baelen en Membach.
Mazarinen is bekend vanwege het nabijgelegen Kasteel Vreuschemen. Ten oosten van Mazarinen werden, einde 20e eeuw, mesolithische voorwerpen uit silex gevonden, daterend van ongeveer 7000 v.Chr.
Mazarinen is gelegen langs een weg die over een heuvelrug loopt op een hoogte van ongeveer 295 meter. Het telt een twintigtal huizen, vaak boerderijtjes.